# Mario Rosas
Mario Alberto Rosas Montero (Málaga, 22 mei 1980), voetbalnaam Mario, is een Spaans profvoetballer. Hij speelt als middenvelder bij UD Salamanca.
In 1993 kwam Mario van Atlético Portada Alta naar FC Barcelona. Hij debuteerde op 5 mei 1998 in het eerste elftal in de verloren finale van de Copa de Catalunya tegen CE Europa, na eerder voor FC Barcelona B te hebben gespeeld. Op 15 mei 1998 liet trainer Louis van Gaal hem in de competitiewedstrijd tegen UD Salamanca in de basis starten. Zijn doorbraak bleef echter uit, hoewel hij in 1999 nog wel meespeelde in de UEFA Champions League-wedstrijd tegen AIK Solna. In 2000 vertrok Mario naar Deportivo Alavés. Ook bij deze club kwam hij met zes competitiewedstrijden in het seizoen 2000/2001 nauwelijks tot spelen. In 2001 tekende Mario daarom bij UD Salamanca uit de Segunda División A, waar hij wel een vaste waarde werd. Uiteindelijk kwam Mario via Cádiz CF (2003-2004) en Girona FC (2004-2005) in juli 2005 terecht bij CD Castellón. Vier jaar later stapte hij over naar Real Murcia. In 2011 trok hij vervolgens naar UD Salamanca. 